# Mecz Gwiazd PLK 2003
Mecz Gwiazd Polskiej Ligi Koszykówki 2003 – towarzyski mecz koszykówki rozegrany 29 marca 2003 roku w Bydgoszczy. W spotkaniu wzięli udział czołowi zawodnicy najwyższej klasy rozgrywkowej w Polsce. Spotkanie gwiazd odbyło się w konwencji Północ - Południe. Przy okazji spotkania rozegrano także konkursy rzutów za 3 punkty oraz wsadów. 
Na zawodników mających wziąć udział w spotkaniu głosowali trenerzy, Eugeniusz Kijewski (Północ) oraz Andrzej Kowalczyk (Południe). Nie odbyło się tradycyjne głosowanie fanów, ze względu na fakt, iż decyzja o rozegraniu spotkania zapadła zaledwie miesiąc wcześniej.
Spośród zaproszonych przez trenerów nie wystąpili: 
- Ed O’Bannon (Polonia Warbud Warszawa – Południe)
- Walter Jeklin (Polonia Warbud Warszawa – Południe)
- Tomasz Celej (Start Lublin – Południe)
- Dominik Tomczyk (Idea Śląsk Wrocław – Południe)
- Jerry Hester (Gipsar Stal Ostrów – Południe)
- Paweł Szcześniak (Gipsar Stal Ostrów – Południe)
- Darius Maskoliūnas (Prokom Trefl Sopot – Północ)
- Tomas Masiulis (Prokom Trefl Sopot – Północ)
- Jeff Nordgaard (Anwil Włocławek – Północ)
- Damir Krupalija (Anwil Włocławek – Północ)

Spotkanie wygrała drużyna Południa, pokonując Północ 92–86. 
- MVP – Joseph McNaull
- Zwycięzca konkursu wsadów – Brent Bailey
- Zwycięzca konkursu rzutów za 3 punkty – Andrzej Pluta

## Składy
Trener drużyny Północy: Eugeniusz Kijewski (Prokom Trefl Sopot)

Trener drużyny Południa: Andrzej Kowalczyk (Gipsar Stal Ostrów)

| Północ – 86              | Północ – 86       | Północ – 86                 | Północ – 86 | 92 – Południe      | 92 – Południe     | 92 – Południe           | 92 – Południe |
| Zawodnik                 | Kraj              | Klub                        | Pkt         | Zawodnik           | Kraj              | Klub                    | Pkt           |
| ------------------------ | ----------------- | --------------------------- | ----------- | ------------------ | ----------------- | ----------------------- | ------------- |
| Joe McNaull              | Stany Zjednoczone | Prokom Trefl Sopot          | 20          | Dainius Adomaitis  | Litwa             | Idea Śląsk Wrocław      | 24            |
| Tomas Pačėsas            | Litwa             | Anwil Włocławek             | 12          | Eric Elliott       | Stany Zjednoczone | Gipsar Stal Ostrów      | 15            |
| Alex Austin              | Stany Zjednoczone | Noteć Inowrocław            | 12          | Maciej Zieliński   | Polska            | Idea Śląsk Wrocław      | 13            |
| Goran Jagodnik           | Słowenia          | Prokom Trefl Sopot          | 11          | Eric Taylor        | Stany Zjednoczone | Polonia Warbud Warszawa | 9             |
| Andrzej Pluta            | Polska            | Anwil Włocławek             | 9           | Andrius Giedraitis | Litwa             | Idea Śląsk Wrocław      | 8             |
| Josip Vranković          | Chorwacja         | Prokom Trefl Sopot          | 6           | Brent Bailey       | Stany Zjednoczone | Old Spice Pruszków      | 7             |
| Jiří Zídek               | Czechy            | Prokom Trefl Sopot          | 6           | Aleksander Kul     | Białoruś          | Idea Śląsk Wrocław      | 6             |
| Przemysław Frasunkiewicz | Polska            | Czarni Słupsk               | 5           | Kostiantyn Furman  | Ukraina           | Gipsar Stal Ostrów      | 4             |
| Zbigniew Białek          | Polska            | Czarni Słupsk               | 4           | Chris Heinrich     | /                 | Old Spice Pruszków      | 2             |
| Shawn Respert            | Stany Zjednoczone | Komfort Stardard            | 1           | Brandun Hughes     | Stany Zjednoczone | Azoty Unia Tarnów       | 2             |
| Jarosław Kalinowski      | Polska            | Astoria Bydgoszcz (II liga) | 0           | Wojciech Szawarski | Polska            | Gipsar Stal Ostrów      | 2             |
|                          |                   |                             |             | Miloš Šporar       | Słowenia          | Old Spice Pruszków      | 0             |